# Dibunus chapmani
Dibunus chapmani is een hooiwagen uit de familie Epedanidae. De originele naamcombinatie (protoniem) was Dibunellus chapmani Roewer, 1927. Een volgende naamrecombinatie werd gepubliceerd als Dibunus chapmani (Roewer, 1927) in Goodnight & Goodnight 1957 ((impliciet).